# Omega Oratórium – Adventi koncertek
Az Omega Oratórium koncertváltozata. 2013. augusztusától hazánk és a környező országok legszebb templomaiban tartott formabontó koncertturnét az Omega. Szimfonikus zenekarokkal és vegyeskórussal kiegészülve, új hangszerelésben adta elő klasszikussá vált dalait. Noha az Oratórium látszólag a rockzenétől távoli műfaj, a szerzők az eredeti daloknak a szokásost messze meghaladó új értelmezést adtak, megtartva a rockzenei elemeket.
A dalok új hangszerelésével, klasszikus zenei formákba öntésével a szándék arra irányult, hogy az Omega életműve új műfaji dimenziókban élhessen tovább. A koncepció olyan jól sikerült, hogy felejthetetlen hangulatú előadások születtek, amiket mindenképp meg kellett örökíteni. A legalkalmasabbnak erre a szegedi és a debreceni adventi koncertek bizonyultak.
Különleges ajándékként a koncertek anyaga DVD-n is a gyűjtők birtokába kerül a kiadvánnyal. A koncertalbum elegáns, háromszárnyú, oltár-formátumú digipak csomagolásban került kiadásra. 
A transcendens, vallási témák köré szerveződött, templomi előadásokra szánt Omega Oratórium anyagát Liszt Ferenc: Les Préludes (Előjátékok) című szimfonikus költeménye foglalja keretbe.
A közismert Omega slágerek ezúttal vegyeskórus + szimfonikus + rockzenekari összetétellel, napjainknak megfelelő hangzással, új köntösben kerülnek bemutatásra, miközben az eredeti hanglemezeken szereplő felvételekkel összevetve izgalmas zenei utazásra invitál.
Az Omega Oratórium ötlete egy váratlan megkeresésnek köszönhető. A bátaszéki katolikus templom tornya életveszélyessé vált. Bontáskor találtak rá egy régi zsindelydarabra, melyre a templom építésekor az egyik korabeli adományozó nevét írták rá. A bevésett Kóbor név a mai Omega-frontember, Kóbor János egyik felmenőjét örökítette meg az utókor számára.[forrás?] Ekkor született meg az elhatározás egy jótékonysági koncert megrendezésére. Egy ilyen jótékonysági koncert stílusosan a templomban kell, hogy megszólaljon, lehetőleg olyan repertoárral és előadási móddal, amely egy hagyományos rock koncerttel szemben kellően igazodik a helyhez és annak szelleméhez. Így adódott az oratórium, mint forma a trilógia lezárásához.
Különös nyomatékot és lendületet adott az alkotáshoz a moszkvai egyházi kitüntetés 2013 májusában. Kóbor János a Nagykereszt Érdemrendet vehette át, míg az Omega együttes tagjai: Benkő László†, Debreczeni Ferenc, Mihály Tamás† és Molnár György a Mihail Alekszandrovics Romanov Nagyherceg Emlékéremben részesült.
Noha a trilógiát alkotó Szimfónia, Rapszódia és Oratórium látszólag a rockzenétől távoli műfajok, a szerzők az eredeti daloknak a szokásost messze meghaladó új értelmezést adtak, megtartva a rockzenei elemeket. Az új kontextusok nem öncélúak. A dalok új hangszerelésével, klasszikus zenei formákba öntésével a szándéka arra irányult, hogy az Omega együttes által létrehozott életmű újabb zenei dimenziókban éljen tovább.

„„Az Omega Oratóriumot lehet egy zenei kirándulásnak is tekinteni, de merem remélni, hogy kellő bölcsességgel csak jóval később tudják majd megítélni. Az Oratóriumban a közönségnem csak énekelni fog, hanem helyenként sírni is. Mert szép lesz! A szövegvilágot egészen bizsergető érzés együtt hallani, ez egy nagy hazatérése lesz sok dalnak. Olyannak is, amit ezerszer hallottunk és olyannak is, amit élőben még soha. Annak idején elképzelt az ember valamit, sokszor talán egy vallással átitatott, ha úgy tetszik transzcendens világba helyezve a mondanivalót. Ha belegondolunk, ott vannak a szövegekben is a Biblia jelképei, szimbólumai,amelyek a legjobban közvetítenek üzeneteket. Lehet-e jobb és őszintébb díszletet találni mindehhez, mint egy gyönyörű templom, oszlopcsarnokkal, fényekkel, óriási belmagassággal, oltárral, orgonával, de talán ami a legfontosabb, kíváncsi, nyitott szemekkel körülvéve. Az Omega Oratórium meg fogja érinteni az embereket.””

– Trunkos András, az Oratórium producere[forrás?]

Az Omega Oratórium – Adventi koncertek kiadványon az Omega öt tagjából hárman szerepelnek. A felvételen Kóbor János, Debreczeni Ferenc és Benkő László mellett Szekeres Tamás gitáros, Gömöry Zsolt billentyűs és Szöllössy Kati basszusgitáros játéka hallható. Őket egészíti ki a Szegedi Szimfonikus Zenekar és a Vaszy Viktor Kórus, valamint az Óbudai Danubia Zenekar és a Kodály Kórus Debrecen.
Mihály Tamás basszusgitáros, Molnár György gitáros, valamint az egykori billentyűs Presser Gábor ugyan a felvételeken nem működtek közre, de szerzőként mindhárman jelen vannak.
1. Les Preludes / Nyitány / Hajnal a város felett
2. Egy életre szól
3. Boldog angyalok
4. Az éjszakai országúton
5. Ne legyen
6. Ballada a fegyverkovács fiáról
7. Álmod őrzi egy kép
8. Én elmegyek
9. Megszentelt világ
10. Szállj le hozzánk angyal (Ördögi cirkusz)
11. Koncert a Mennyben
12. Egy új nap a Teremtésben
13. Az égben lebegők csarnoka/Les Preludes/Finálé